# ユルヨ・ヨハンソン賞
ユルヨ・ヨハンソン賞(Yrjö Jahnsson Award)は、1993年以降ヨーロッパ経済学会が隔年で授与している経済学に関する学術賞である。賞の名前は、ユルヨ・ヨハンソンにちなむ。対象となるのは45歳以下の経済学者でヨーロッパ学会に貢献したものとされる。選考委員会にはヨーロッパ経済学会から4人、フィンランドのユルヨ・ヨハンソン財団から1人が加わる。

## 受賞者一覧
以下の表はヨーロッパ経済学会と とユルヨ・ヨハンソン財団を参考にした。
| 年     | 受賞者                                           |
| ------ | ------------------------------------------------ |
| 1993年 | ジャン＝ジャック・ラフォン 、 ジャン・ティロール |
| 1995年 | リチャード・ブルンデル                           |
| 1997年 | トーステン・ピアソン                             |
| 1999年 | 清滝信宏 、 ジョン・ムーア                       |
| 2001年 | フィリッペ・アギヨン 、 グイド・タベリーニ       |
| 2003年 | マティアス・ドュワトリポン                       |
| 2005年 | ティモシー・ベズレー 、 ジョルディ・ガリ         |
| 2007年 | ジレ・サンポール                                 |
| 2009年 | ジョン・リーネン 、 Fabrizio Zilibotti           |
| 2011年 | アーミン・フォーク                               |
| 2013年 | トマ・ピケティ、 エレーヌ・レイ                  |
| 2015年 | Kőszegi Botond                                   |
| 2017年 | Ran Spiegler、Michèle Tertilt                    |
| 2019年 | Oriana Bandiera、Imran Rasul                     |
| 2021年 | Ricardo Reis、Silvana Tenreyro                   |
| 2023年 | Jan De Loecker、Kalina Manova                    |
| 2025年 | Julia Cagé、David Yanagizawa-Drott               |

## 参考
1. ↑  
“European Economics Association: Awards”.  European Economic Association. 2007年11月27日閲覧。
2. ↑  
“Seminars and International Contacts: Yrjö Jahnsson Award in Economics”.  Yrjö Jahnsson Foundation. 2007年8月27日時点のオリジナルよりアーカイブ。2007年11月27日閲覧。
3. ↑  Sandmo, Agnar (1997), “The 1997 Yrjo Jahnsson award in economics”, European Economic Review 41 (9):  i-ii